# Kobyly (Czechy)
Kobyly – gmina w Czechach, w powiecie Liberec, w kraju libereckim. Według danych z dnia 1 stycznia 2014 liczyła 319 mieszkańców.